# Rybno (wieś w województwie śląskim)
Rybno – wieś w Polsce położona w województwie śląskim, w powiecie kłobuckim, w gminie Kłobuck. Wieś leży nad rzeką Białą Okszą.
W latach 1975–1998 miejscowość położona była w województwie częstochowskim.